# Lomandra nutans
Lomandra nutans är en sparrisväxtart som beskrevs av Terry Desmond Macfarlane. Lomandra nutans ingår i släktet Lomandra och familjen sparrisväxter. Inga underarter finns listade i Catalogue of Life.